# Teutopolis (Illinois)
Teutopolis est un village du comté d'Effingham dans l'Illinois, aux États-Unis,. Il est situé entre Effingham à l'ouest et Montrose au nord-est.

## Histoire
Fondé en 1839, le long de la National Road, actuelle U.S. Route 40, le village est incorporé le 27 août 1874. Le nom du village signifie ville des Teutons.

## Démographie
Lors du recensement de 2010, le village comptait une population de 1 530 habitants. Elle est estimée, en 2016, à 1 587 habitants.

## Source de la traduction
- (en) Cet article est partiellement ou en totalité issu de l’article de Wikipédia en anglais intitulé « Teutopolis, Illinois » (voir la liste des auteurs).